# Cantharellus flavobrunneus
Cantharellus flavobrunneus är en svampart som beskrevs av R.H. Petersen 1979. Cantharellus flavobrunneus ingår i släktet Cantharellus och familjen kantareller.   Inga underarter finns listade i Catalogue of Life.